# 1944 في البرتغال
فيما يلي قوائم الأحداث التي وقعت خلال عام 1944 في البرتغال.

## رياضة
- 1 يناير – الدوري البرتغالي الممتاز 1944-45 الفائز .

## مواليد

### يناير
- 1 يناير – تافاريس موريرا عالم اقتصاد برتغالي.

### فبراير
- 25 فبراير – أنطونيو داماسيو

### أبريل
- 18 أبريل – كارلوس بينتو كويلو

### يونيو
- 4 يونيو – جواو لوبو أنتونيس
- 6 يونيو – ألبرتو ماتوس
- 11 يونيو – رولاند غونسالفيس لاعب كرة قدم برتغالي.

### يوليو
- 23 يوليو – ماريا جواو بيريس

### أغسطس
- 30 أغسطس – خوسيه فالكون ماتادور برتغالي.

### سبتمبر
- 9 سبتمبر – ألفارو غيل روبلس حقوقي إسباني.
- 25 سبتمبر – ماريو دي كارفاليو كاتب برتغالي.

### ديسمبر
- 29 ديسمبر – كارلوس كاردوزو

## وفيات

### فبراير
- 26 فبراير – بيرثولد جاكوب (مواليد 1898) صحفي ألماني.
- 26 فبراير – تشارلز دي لامبرت (مواليد 1865) طيار فرنسي.

### أبريل
- 21 أبريل – ادريانو سوزا لوبيز (مواليد 1879) رسام برتغالي.